# Choromet
HRP-2M Choromet – humanoidalny robot ważący 0,68 kilograma o wzroście 35 centymetrów. Działa pod kontrolą ART-Linux, system opracowany w National Institute of Advanced Industrial Science and Technology w Japonii. Choromet potrafi stać na jednej nodze, chodzić, machać, siadać, położyć się na plecach, brzuchu i stanąć z powrotem. 
Został opracowany we współpracy pomiędzy General Robotix, Moving Eye, Pirkus Robotix i Dai Nippon Technical Research Institute. Kosztuje 498.750 jenów, w sprzedaży tylko w Japonii.

## Specyfikacja
- CPU SH-4 (SH7751R) taktowany z częstotliwością 240 MHz
- RAM 32 MB
- Flash ROM 32 MB